# Oroszlán-tallér

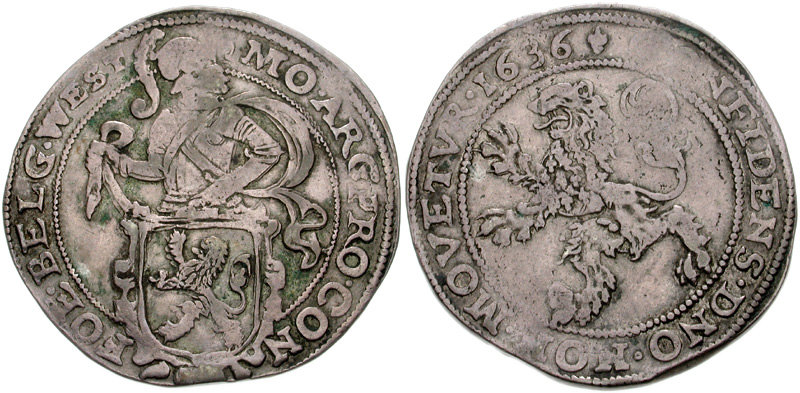
Leeuwendaalder (Westfriesland, 1636.)

Az  oroszlán-tallér (hollandul: leeuwendaalder; németül: Löwentaler, 1901 előtt -thaler, lásd: német helyesírás) a holland tartományok által a XVI–XVII. század során vert tallér. Nevét az éremkép oroszlánábrázolásáról kapta. A XVII. század során a legelterjedtebb fizető- és elszámolási egység volt a Balkánon, a Közel-Keleten és Észak-Afrikában.

## Leírás
Előlapján Hollandia címerállata, egy két lábon álló oroszlán látható, míg hátlapján egy lobogó köpenyű páncélos lovag és a tartomány jele szerepel. A leeuwendaalderek tömege mintegy 27 g volt, 750‰-es finomságú ezüstből készültek. Értékét 32 stuiverben állapították meg, habár valóságos értéke ennél 3 stuiverrel kevesebb volt, a különbségből származó forrásokat a szabadságharc finanszírozására fordították. Készültek kétszeres tallérok is.

## Megjelenése
Az első leeuwendaaldereket 1575-ben, a németalföldi szabadságharc idején verték Holland tartományban. Az Utrechti Uniót 1579-ben létrehozó hét államból hat hamar utánozni kezdte a tallérokat (saját államuk jelét tüntetve fel az érméken) a pénzverési joggal rendelkező városokkal együtt. Mivel a korabeli nagy értékű ezüstpénzeknél (ducaton, rijskdaalder) könnyebb volt kezelni, mint a tallérokat. (Kampen, Deventer és Zwolle.)

## Veretek
Tartományi veretek:
- Frisia: 1589–1653 és egy dátum nélküli veret
- Gelderland: 1589–1700/991
- Holland: 1575–1697 és egy dátum nélküli veret
- Overijssel: 1585–1701
- Utrecht: 1589–1697
- Zeeland: 1589–1658 és egy dátum nélküli veret.

Régiós veretek:
- West Frisia: 1588–1713. és egy dátum nélküli veret.

Városi veretek:
- Deventer: 1640–1698
- Kampen: 1637–1693
- Nijmegen: 1692
- Zutphen: 1690–1692
- Zwolle: 1633–1692.

## Hollandián kívüli forgalma
Az oroszlán-tallért a XVII. és XVIII. században nagy mennyiségben verték a levantei kereskedelem céljára, ahol elsődleges fizetőeszközzé vált (levantei tallér). Arábiában az oroszlán-tallért Abu Kelbnek (a kutya apja) nevezték, a balti kereskedelemmel pedig Oroszországig is eljutott, ahol levoknak nevezték. Az oroszlán-tallért számos pénzverde másolta, főleg Németországban és Itáliában. A másolatok – haszonszerzés végett – sokszor gyengébb minőségű ezüstből készültek, de a leletekben való ritka előfordulás arra utal, hogy az arab kereskedők ügyesen meg tudták különböztetni a jó és a rossz tallérokat. Hamis feliratokkal ellátott utánveretek még ritkábbak. Ennek ellenére a sorozatos pénzrontási kísérletek hozzájárulhattak, hogy az oroszlán-tallért felváltotta a Mária Terézia-tallér és a piaszter.
Az oroszlán-tallérok egykori balkáni elterjedtségének nyelvi emlékei a mai lej és leva pénznevek. 

## Külső hivatkozások
- kereső.hu – Aszláni (a Révai nagy lexikona szócikke)
- PALLAS NAGY LEXIKONA – HTML VÁLTOZAT – oroszlán-tallér
- (németül) muenzen-lexikon.de – Löwentaler (oroszlán-tallér)
- (angolul) genealogy.ro – Leeuwendaalder or the "Lion Thaler" (Leeuwendaalder vagy „oroszlán-tallér”)
- (angolul) Coin and Currency Collections Archiválva 2019. március 21-i dátummal a Wayback Machine-ben – Dutch Coinage Types Found in the American Colonies. (Az amerikai gyarmatokon fellelt holland pénzérmék.)